# Shuicheng
Shuicheng (水城县,  Shuǐchéng Xiàn) ist ein chinesischer Kreis der bezirksfreien Stadt Liupanshui in der Provinz Guizhou. Er liegt an der Grenze zur Provinz Yunnan an der Bahnstrecke Guiyang-Kunming (Gui-Kun tielu). Der Kreis hat eine Fläche von 3.542 Quadratkilometern und zählt 756.900 Einwohner (Stand: Ende 2018).
In dem Kreis leben viele nationale Minderheiten wie Miao (Hmong), Yi, Bouyei, Bai und Hui.

## Administrative Gliederung
- Großgemeinde Ba 坝镇
- Gemeinde Aga 阿嘎乡
- Gemeinde Yanjiang 盐井乡
- Gemeinde Panlong 蟠龙乡
- Gemeinde Pingzhai der Yi 坪寨彝族乡
- Gemeinde Shaomi der Yi und Miao 勺米彝族苗族乡
- Gemeinde Bide der Miao und Yi 比德苗族彝族乡
- Gemeinde Huale der Miao und Yi 化乐苗族彝族乡
- Gemeinde Dongdi der Miao und Yi 董地苗族彝族乡
- Gemeinde Douqing der Miao und Yi 陡箐苗族彝族乡
- Gemeinde Nankai der Miao und Yi 南开苗族彝族乡
- Gemeinde Baohua der Miao und Yi 保华苗族彝族乡
- Gemeinde Qinglin der Miao und Yi 青林苗族彝族乡
- Gemeinde Jinpen der Miao und Yi 金盆苗族彝族乡
- Gemeinde Muguo der Yi und Miao 木果彝族苗族乡
- Gemeinde Faqing der Miao und Yi 发箐苗族彝族乡
- Gemeinde Zhichang der Yi 纸厂彝族乡
- Gemeinde Yushe der Yi und Miao 玉舍彝族苗族乡
- Gemeinde Xinjie der Yi, Miao und Bouyei 新街彝族苗族布依族乡
- Gemeinde Yezhong der Miao, Yi und Bouyei 野钟苗族彝族布依族乡
- Gemeinde Duge der Bouyei, Miao und Yi 都格布依族苗族彝族乡
- Gemeinde Yangmei der Yi, Miao und Hui 杨梅彝族苗族回族乡
- Gemeinde Guobuga der Yi, Miao und Bouyei 果布嘎彝族苗族布依族乡
- Gemeinde Fa’er der Bouyei, Miao und Yi 发耳布依族苗族彝族乡
- Gemeinde Jichang der Bouyei, Yi und Miao 鸡场布依族彝族苗族乡
- Gemeinde Longchang der Miao, Bai und Yi 龙场苗族白族彝族乡
- Gemeinde Yingpan der Miao, Yi und Bai 营盘苗族彝族白族乡
- Gemeinde Shunchang der Miao, Yi und Bouyei 顺场苗族彝族布依族乡
- Gemeinde Huaga der Miao, Bouyei und Yi 花嘎苗族布依族彝族乡
- Gemeinde Miluo der Bouyei, Miao und Yi 米箩布依族苗族彝族乡
- Gemeinde Houchang der Miao und Bouyei 猴场苗族布依族乡
- Gemeinde Hongyan der Bouyei, Yi und Miao 红岩布依族彝族苗族乡
- Gemeinde Shuangga der Yi 双嘎彝族乡